# 최수환 (1938년)
최수환(崔守桓, 1938년 5월 7일 ~ 2023년 1월 10일)은 대한민국의 정치인으로 호는 우촌(友村)이다.

## 생애
경상북도 영일군 흥해면(현재의 경상북도 포항시 북구 흥해읍) 출신으로, 대한민국 해군에서 중위(경리 병과)로 복무했다. 그 뒤 1981년 총선에서 민주한국당 후보로 당선되었다.
1985년에는 민주한국당에서 탈당하여 12대 총선에서 신한민주당 후보로 출마하였으나, 민주정의당 박경석, 민주한국당 서종렬 후보에 밀리면서 3위로 낙선되었다. 1988년 13대 총선에서도 통일민주당 후보로 출마했으나 민정당 이진우 후보에 밀리면서 2위로 낙선되었고, 1995년 지방 선거에서도 민주자유당 후보로 출마하였으나, 민주당 박기환 후보에 밀리면서 2위로 낙선하였다. 정계에서 은퇴한 이후에는 경기도 파주시에 위치한 새문안교회에서 장로로 근무했다.
2004년에는 기독교 우파 정당을 표방한 개신교계 정당인 한국기독당을 창당하고 비례대표 후보로 출마했으나 득표율 미달로 인하여 낙선했으며, 나중에 후계 정당인 기독민주복지당을 창당하였다. 2008년에는 사랑실천당과 기독민주복지당의 합당을 통해 설립된 개신교계 정당인 기독사랑실천당의 대표를 역임했다. 2023년 1월 10일에 경기도 수원시에 위치한 성빈센트병원에서 향년 85세를 일기로 사망했으며, 그의 유해는 경기도 파주시에 위치한 새문안교회 추모관에 안장되었다.

## 학력
- 흥해초등학교 졸업
- 흥해중학교 졸업
- 대구 계성고등학교 졸업
- 성균관대학교 경제대학 경제학과 졸업
- 서울대학교 행정대학원 발전 정책 과정 수료
- 서울대학교 경영대학원 최고경영자 과정 수료

## 역대 선거 결과
|  | 21.6% |

|  | 13.63% |

|  | 15.43% |

|  | 24.42% |

|  | 1.07% |

|  | 2.59% |